# Al-Naft SC
Al-Naft SC (arab. نادي النفط) – iracki klub sportowy z siedzibą w dzielnicy Al-Adhamiyah w Bagdadzie. Klub gra w najwyższej lidze w kraju. W 1996 roku klub grał w finale Durnda Cup rozgrywanym w Indiach. Oil przegrali tamto spotkanie 1-0 z JTC FC.